# Quasi-guerre
Guerres de la Révolution française
Batailles
- Combat de l'USS Delaware et du Croyable
- Capture de l'USS Retaliation par le Volontaire et l’Insurgente
- Combat de l'USS Constellation et de l’Insurgente
- Combat naval du 1er janvier 1800
- Combat de l'USS Constellation et de la Vengeance
- Puerto Plata Harbor (en)
- Combat de l'USS Boston et du Berceau
- Combat de l'USS Enterprise et du Flambeau
- Invasion de Curaçao (en)

La quasi-guerre (Quasi-War en anglais) est, de 1798 à 1800, un conflit larvé entre la Première République française et les États-Unis, correspondant à une véritable guerre navale, bien que non déclarée.

## Contexte
Au début de la Révolution française, les relations sont excellentes entre les républicains américains et les révolutionnaires français, mais elles se détériorent à la suite de l'abolition de l'esclavage décrétée en 1794 par le gouvernement français à laquelle s'opposent les lobbies américains soucieux de ne pas donner des idées de liberté à leurs propres esclaves. Par ailleurs, les Français reprochent aux Américains leur refus de rembourser leur importante dette à la France, qui les avait soutenus au cours de leur propre révolution. Le gouvernement de Washington prétextait que la dette avait été contractée auprès de l’Ancien Régime et s’était éteinte avec lui. La France n'appréciait pas, non plus, le rapprochement de Washington avec le Royaume-Uni, notamment par le traité de Londres en 1795 qui permettait aux États-Unis de faire du commerce avec la Grande-Bretagne, nation avec laquelle ils étaient auparavant en guerre.
Début 1794, pour contrer l'augmentation des captures des navires marchands américains par les pirates barbaresques sur les côtes du Maghreb, le Congrès des États-Unis a ordonné la construction d'une marine militaire pour la protection de leur commerce.
Edmond Genêt, ambassadeur de France à Philadelphie, est révoqué par les Américains après de nombreuses maladresses. Les États-Unis lui fournissent cependant l'asile, et s'opposent à son retour en France, alors confrontée à la Terreur.

## Montée des tensions
Le 19 novembre 1794, le traité de Londres, signé par John Jay, permettant aux Britanniques de confisquer les marchandises françaises découvertes dans les navires américains, est vécu par les Français comme une « trahison et violation » des traités bilatéraux de 1778.
Le gouvernement de la Convention nationale réplique en immobilisant des navires américains au mouillage dans les ports français et en autorisant des corsaires à arraisonner ceux qui sont en mer.
Peu de temps après, les déprédations commises par les corsaires de la France révolutionnaire et orchestrées par Victor Hugues, commissaire de la République en Guadeloupe, forcent la toute nouvelle US Navy à protéger les expéditions marchandes des États-Unis, qui sont en plein développement.
Le 17 octobre 1797, les Américains dénoncent le fait que le navire La Fortitude, du capitaine Jourdain, corsaire français basé au Cap-Français de Saint-Domingue, a pillé puis brûlé, en plein port de Charleston, L'Oracabissa, un bateau britannique chargé d'une riche cargaison.
C'est également en octobre 1797 que débute l'affaire XYZ. Des émissaires américains en France sont soumis, selon leur témoignage ultérieur, à des demandes de pots-de-vin de la part d'agents du ministre français des affaires étrangères, Charles Maurice de Talleyrand. Révélés au Congrès mi 1798, ces événements provoquent un scandale, et les parlementaires fédéralistes et anglophiles réclament l'ouverture des hostilités avec la France.
La dégradation des relations entre les deux pays s'accélère.
C'est le début de l'état de quasi-guerre.

## Hostilités navales

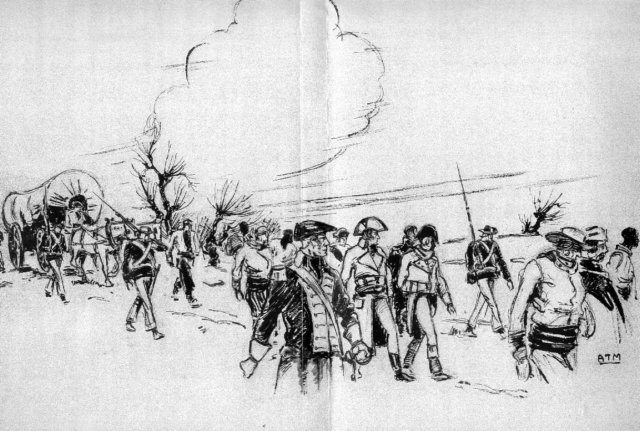
Prisonniers français escortés par des soldats du corps des Marines.

La quasi-guerre commence le 7 juillet 1798, durant le Directoire, quand le Congrès américain abroge tous les traités bilatéraux signés au préalable avec la France. Le président John Adams refuse d'engager son pays dans une guerre formelle. Cependant, par mesure de rétorsion, et avec l'autorisation du Congrès, il instaure un embargo sur les produits français, charge le docteur Edward Stevens de soutenir la révolution haïtienne contre la présence coloniale française et ordonne à la marine américaine de capturer les navires français.
L’US Navy, qui a pour l'essentiel disparu depuis presque une décennie, est ressuscitée pour l'occasion, grâce aux Naval Acts de 1794 et 1798. Lors de ce conflit, elle aligne environ 30 vaisseaux, aidés d'un nombre important de bateaux privés. Les escadres américaines parcourent principalement la côte sud des États-Unis et les Caraïbes, à la recherche de corsaires français, puisque leur effectif limité ne leur permet pas d'escorter en nombre des convois de navires marchands.
La situation est identique le long de la côte sud-américaine, comme le signale le consul Turell Tufts au secrétaire d'État.
La prise de la Carolina, le 7 janvier 1799, par Marie-Étienne Peltier, déclenche l'envoi par les Américains en mer des Caraïbes d'une escadre commandée par le commodore John Barry et comprenant notamment le sloop USS Portsmouth et la frégate USS Constellation.
Les engagements navals tournent dans l'ensemble à l'avantage des Américains. En particulier, la frégate américaine USS Constellation capture la frégate française l’Insurgente (9 février 1799), et endommage sévèrement la frégate La Vengeance (nuit du 1er au 2 février 1800). Entre-temps, Burnel, agent du Directoire en Guyane, signe une déclaration de guerre le 28 avril 1799.
Les Revenue cutters, ancêtres des US Coast Guards, participent également au conflit. Ainsi, le cotre Pickering fait deux voyages aux Antilles et capture plusieurs navires, dont un qui porte 44 canons et manœuvré par environ 200 marins, soit trois fois plus que sa propre puissance.
Le succès de la révolte des esclaves de Saint-Domingue, qui représente alors la moitié de la production mondiale de coton et de café et un tiers de celle de sucre, change alors la donne économique mondiale.
L'arrivée à Cuba de réfugiés de Saint-Domingue après l'armistice du 30 mars 1798 en voit beaucoup devenir corsaires lors de la quasi-guerre, sur fond de convention commerciale tripartite de 1799 entre Toussaint Louverture, les États-Unis et la Grande-Bretagne, contestée par la France, ce qui va nourrir la piraterie des années 1800 dans la Caraïbe et donne un premier coup de fouet au trafic commercial à Cuba, comme le montrent les valeurs produites par le port de Cuba entre 1797 et 1801, une partie venant des prises des corsaires français attaquant les navires américains commerçant avec Saint-Domingue :
| Année   | 1797 | 1798 | 1799 | 1800 | 1801  |
| ------- | ---- | ---- | ---- | ---- | ----- |
| Tonnage | 32,5 | 46,1 | 76,5 | 84   | 116,6 |

Les escadres de la marine américaine recherchent et attaquent non seulement les corsaires français, mais aussi tous types de navires français, jusqu'à ce que la France du Consulat s'accorde à un règlement honorable. De leur côté, plusieurs corsaires s'enrichissent notablement et en peu de temps.
À partir de 1800, les deux parties souhaitent mettre fin aux hostilités, et la quasi-guerre se termine le 30 septembre 1800 avec la signature du traité de Mortefontaine.

## Conséquences
À la fin du conflit en 1800, on estime que les Américains ont capturé 85 navires français, dont un nombre important de captures effectuées par des cotres privés. De leur côté, les Français ont saisi plus de 2 000 bateaux marchands américains, entraînant une augmentation très importante des primes d'assurances commerciales.
Diplomatiquement, le conflit a permis aux deux pays de rompre leur alliance et de retrouver une neutralité que chacun désirait dans le contexte des guerres napoléoniennes.